# Félix González

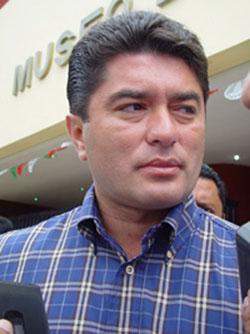
Félix González Canto

Félix Arturo González Canto (geboren Cozumel, 23 augustus 1968) is een Mexicaans politicus van de Institutioneel Revolutionaire Partij (PRI).
Van 1999 tot 2002 was hij burgemeester van zijn geboorte-eiland Cozumel. Felix González werd door de PRI gekozen tot gouverneurskandidaat van Quintana Roo te midden van beschuldigingen dat hij voorgetrokken werd door de toenmalige gouverneur Joaquín Hendricks Díaz, waardoor senator Addy Joaquín Coldwell de partij verliet, die werd gesteund door de Nationale Actiepartij (PAN). Naast haar nam hij het tijdens de verkiezing op tegen de kandidaat van de Partij van de Democratische Revolutie (PRD), de voormalige burgemeester van Benito Juárez Juan Ignacio "El Chacho" García Zalvidea, die het zes jaar eerder al tegen Hendricks had opgenomen. In zwaarbevochten verkiezingen behaalde González Canto de overwinning, hoewel de uitslag werd betwist door García Zalvidea.
Hij wordt door tegenstanders beschuldigd van het opsluiten van politieke tegenstanders, en is beschuldigd van machtsmisbruik wegens het arresteren van 577 demonstranten die de Boulevard Kukulkán in Cancún blokkeerden, en vanwege het houden van een verjaardagsfeest in het Casa de Gobierno (≈provinciehuis) voor niet minder dan 10.000 genodigden. De meest recente beschuldiging aan zijn adres is het deelnemen aan een samenzwering voor de ontvoering en marteling van onderzoeksjournaliste Lydia Cacho, die illegaal werd overgebracht naar Puebla nadat zij een netwerk van pedofiele zakenlieden had beschreven.